# Stefan Majewski
Stefan Majewski (Bydgoszcz, 31 januari 1956) is een voormalig profvoetballer uit Polen, die zijn actieve carrière in 1993 beëindigde bij Freiburger FC. Hij stapte later het trainersvak in.

## Clubcarrière
Majewski speelde als verdediger voor Zawisza Bydgoszcz en Legia Warschau, voordat hij in 1984 naar Duitsland vertrok om zich aan te sluiten bij 1. FC Kaiserslautern. Hij speelde ook nog een seizoen (1987-1988) voor Arminia Bielefeld.

## Interlandcarrière
Majewski kwam in totaal veertig keer (vier doelpunten) uit voor de nationale ploeg van Polen in de periode 1978–1986. Hij maakte zijn debuut op 30 augustus 1978 in de vriendschappelijke uitwedstrijd tegen Finland, net als Tadeusz Błachno en Jerzy Dworczyk, en nam in die wedstrijd de enige treffer voor zijn rekening.
Vier jaar later eindigde Majewski met Polen op de derde plaats bij de WK-eindronde in Spanje. In de troostfinale werd Frankrijk met 3-2 verslagen en nam Majewski het tweede doelpunt voor zijn rekening. Hij deed eveneens mee aan het WK voetbal 1986 in Mexico. Daar speelde hij ook zijn veertigste en laatste interland: op 16 juni 1986 tegen Brazilië (0-4).
| Interlanddoelpunten | Interlanddoelpunten | Interlanddoelpunten | Interlanddoelpunten | Interlanddoelpunten | Interlanddoelpunten | Interlanddoelpunten | Interlanddoelpunten |
| #                   | Datum               | Locatie             | Wedstrijd           | Goal(s)             | Score               | Uitslag             | Wedstrijd           |
| ------------------- | ------------------- | ------------------- | ------------------- | ------------------- | ------------------- | ------------------- | ------------------- |
| 1                   | 30/08/1978          | Helsinki            | Finland – Polen     | 81'                 | 0 – 1               | 0 – 1               | Oefenduel           |
| 2                   | 15/11/1981          | Wrocław             | Polen – Malta       | 48'                 | 3 – 0               | 6 – 0               | WK-kwalificatie     |
| 3                   | 10/07/1982          | Alicante            | Polen – Frankrijk   | 44'                 | 2 – 1               | 3 – 2               | WK-troostfinale     |
| 4                   | 23/03/1983          | Łódź                | Polen – Bulgarije   | 2'                  | 1 – 0               | 3 – 1               | Oefenduel           |

## Trainerscarrière
Majewski leidde als hoofdcoach onder meer de Poolse club Widzew Łódź in de periode 2004-2006. Tussen 2 oktober 2006 en 27 oktober 2008 was hij de hoofdverantwoordelijke bij Cracovia Kraków. Op 18 september 2009 werd Majewski door de Poolse voetbalbond aangesteld als interim-bondscoach na het vertrek van Leo Beenhakker. Onder zijn leiding verloor Polen zowel van Tsjechië als van Slowakije in de WK-kwalificatiereeks. Op 29 oktober 2009 werd Franciszek Smuda benoemd tot opvolger van Beenhakker.

## Erelijst

### Als speler
Legia Warschau
- Poolse beker

1980, 1981

### Als trainer-coach
Amica Wronki
- Poolse beker

1999, 2000
- Poolse Supercup

1999